# 及川馥
及川 馥（おいかわ かおる、1932年10月10日 - ）は、日本のフランス文学者。茨城大学名誉教授、弘前大学教授、愛国学園大学教授。専門はフランス文学（近代詩、文芸批評）。

## 経歴
宮城県生まれ。宮城県古川高等学校卒業。1961年、東北大学大学院文学研究科博士課程単位取得満期退学。弘前大学、茨城大学を経て、愛国学園大学教授。日本フランス語フランス文学会会員、H.Boco研究会会員。みずから詩も書く。トドロフ、セール、バシュラールなどフランス思想書の数々の翻訳でも知られる。
2011年、瑞宝中綬章受章。

## 著書
- 『原初からの問い　バシュラール論考』2006年
- 『夕映え』（詩集）2005年
- 『鳥？その他』（詩集）2004年
- 『テラスにて』（詩集）2003年
- 『バシュラールの詩学』1989年

## 訳書
- ジョルジュ・ブラン『ボードレール』（共訳）、『ボードレールのサディズム』
- ガストン・バシュラール『エチュード　初期認識論集』、『近似的認識試論』（共訳）、『夢想の詩学』、『科学的精神の形成』（共訳）、『大地と意志の夢想』
- ツヴェタン・トドロフ『批評の批評』（共訳）、『象徴表現と解釈』（共訳）、『はかない幸福　ルソー』、『象徴の理論』（共訳）、『他者の記号学』（共訳）
- ミシェル・セール『アトラス』（共訳）、『第三の知恵』、『自然契約』（共訳）、『両性具有』、『天使の伝説』、『パラジット』（共訳）、『離脱の寓話』、『生成』
- マルセル・ドゥティエンヌ『ディオニュソス　大空の下を行く神』（共訳）
- ジャン＝ピエール・ヴェルナン『眼の中の死　古代ギリシアにおける他者の像』
- ミシェル・ピカール『遊びとしての読書』
- ジュール・サンジェ『弁論術とレトリック』（共訳）
- シャルル・モーロン『晩年のボードレール』
- ジャン・ポール・ヴェベール『テーマ批評とはなにか』
- マニュエル・ド・ディエゲス『批評家とその言語』
- ピエール・ビュルネ『愛』
- シオラン『苦渋の三段論法』